# Vaduz slott
Vaduz slott (tyska: Schloss Vaduz) är ett slott i närheten av huvudstaden Vaduz i Liechtenstein. Slottet är sedan 1938 det primära residenset för landets furstefamiljen.

## Bakgrund
Slottet, som ligger på en kulle 570 meter över havet och 120 över floden Rhen, byggdes troligen av grevefamiljen Werdenberg-Sargans och nämns första gången i ett pantbrev från greve Rudolf von Werdenberg-Sargans i samband med en försäljning till Ulrich von Matsch. Det kvadratiska försvarstornet (tyska: Bergfried) från 1100-talet är omkring 12 meter brett med upp till fyra meter tjocka väggar.
Borgen förstördes under schwabiska kriget 1499, men återuppbyggdes och utvidgades till ett slott under 1500-talet. Slottet köptes av huset Liechtenstein 1712 och användes av dess förvaltare till början på 1800-talet. Delar av slottet användes senare som fängelse och militärförläggning men resten var obebodd och byggnaderna förföll.
Vaduz slott restaurerades i början av 1900-talet, under Johan IIs regeringstid, och byggdes senare om till bostad för Franz Josef II. Det är inte öppet för allmänheten.